# Пагания

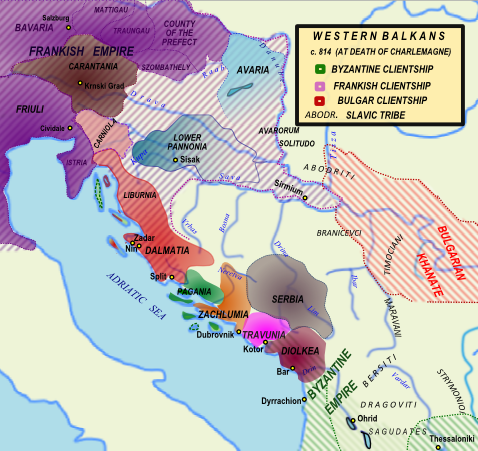

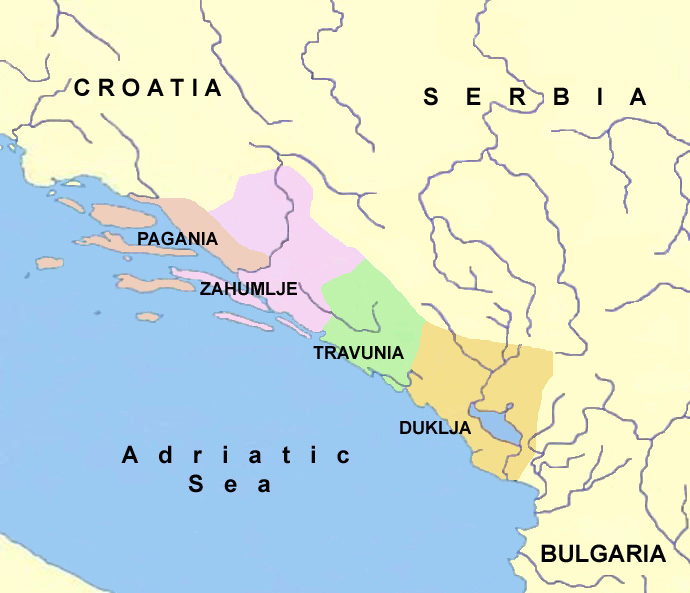

Неретвлянское княжество (серб. Неретљанска кнежевина, хорв. Neretvanska kneževina) — сербское княжество существовавшее в южной части Далмации в IX—X веках. Известно также под названием Пагания (Pagania с лат. — «страна язычников» — топоним, использованный Константином Багрянородным в трактате «Об управлении империей»):

От реки Оронтий начинается Пагания, она тянется до реки Зендина и имеет три жупании: Растоцу, Мокр и Дален. Две жупании, то есть Растоца и Мокр, прилегают к морю; они владеют длинными судами. Жупания же Далена расположена вдали от моря, и её население живет обработкой земли. От них поблизости находятся четыре острова: Мелеты, Куркра, Враца и Фарос, прекрасные и плодородные, где есть заброшенные крепости и много виноградников.
Источники по истории княжества крайне скудны. Населяли его славяне-неретвляне, которые долгое время держались языческих верований. Основным источником дохода служило пиратство на Адриатике. Главным городом, по-видимому, был укреплённый Омиш. Какое-то время оно подчинялось правителю Сербии Петру, однако в дальнейшем продолжало оставаться политически независимым. Вероятно, Пагания наряду с Травунией была одним из наиболее слабых звеньев политической системы славянских земель. Поселенцы Пагании не приняли крещения тогда, когда были крещены другие сербские государства во второй половине IX века. В среде крестьянства этого государства язычество господствовало и в X веке.
Восточнее Пагании, за Неретвой, начиналось княжество Захумье (нынешняя Герцеговина). К северо-западу же от Пагании, по
словам Константина, лежала Хорватия.